# Municipio de Sagua la Grande
Municipio de Sagua la Grande är en kommun i Kuba.   Den ligger i provinsen Provincia de Villa Clara, i den centrala delen av landet, 240 km öster om huvudstaden Havanna. Antalet invånare är 56 097. Arean är 661 kvadratkilometer.